# 라쿤
라쿤(영어: raccoon, 문화어: 개곰, 학명: Procyon lotor), 아메리카너구리, 완웅(중국어, 일본어: 浣熊 아라이구마[*]→씻어먹는 곰)은 라쿤과에 속하는 포유류의 일종이다. 너구리와 비슷하게 생겼지만 너구리는 개과에 속하며, 라쿤과에 속하는 라쿤은 다른 종이다. 몸길이 60-110cm이고 몸무게는 5-26kg이다. 수컷이 암컷보다 크다. 털은 길고 거칠며 회색이다. 코가 뾰족하고, 손가락이 길며 유연하다. 발톱은 강하고 날카로워서 나무에 기어오를 수 있다. 캐나다·미국·멕시코·중앙아메리카에서 산다.
천적은 퓨마, 재규어, 코요테, 늑대, 곰, 울버린, 대형 맹금류, 아메리카악어, 미시시피악어 등이다.

## 어원
이 종의 이름에는 일반 너구리, 북미 너구리, 북부 너구리가 포함됩니다. 다양한 북미 원주민 언어에서 이 동물의 손재주 또는 손의 사용에 대한 언급이 그 이름의 출처입니다. 너구리라는 단어는 Virginia 식민지에서 사용된 '손으로 긁는 동물'을 의미하는 원주민  Powhatan 용어에서 영어로 채택되었습니다.

## 분류
Christopher Columbus 탐험대원들이 이 종에 대한 기록을 처음 남긴 후 처음 몇 십 년 동안, 분류학자들은 너구리가 개, 고양이, 오소리, 특히 곰을 포함한 다양한 종과 관련이 있다고 생각했습니다. 현대 분류학의 아버지인 Carl Linnaeus는 너구리를 우르수스 속(Ursus)으로 분류했으며, 처음에는 그의 자연어 체계(Systema Naturae)의 두 번째 판(1740)에서 Ursus cauda elongata('긴꼬리 곰')로, 그 다음에는 열 번째 판(1758-59)에서 Ursus Lotor('워셔 곰')로 분류했습니다. 1780년,  Gottlieb Conrad Christian Storr는 너구리를 '개보다 먼저' 또는 '개처럼'로 번역할 수 있는 자체 속(Procyon)으로 분류했습니다.

## 물리적 특징
머리부터 뒷다리까지 너구리는 40cm에서 70cm(16인치와 28인치) 사이이며, 20cm에서 40cm(7.9인치와 15.7인치)까지 측정할 수 있지만 보통 25cm(9.8인치)를 넘지는 않습니다. 어깨 높이는 23cm에서 30cm(9.1인치와 11.8인치) 사이입니다. 성체 너구리의 몸무게는 서식지에 따라 상당히 달라지며, 이는 너구리를 가장 다양한 크기의 포유류 중 하나로 만듭니다. 너구리는 2kg에서 26kg(4.4에서 57.3파운드)까지 다양하지만 보통 5kg에서 12kg(11파운드와 26파운드) 사이입니다. 가장 작은 표본은 플로리다 남부에 서식하는 반면, 너구리의 서식 범위 북쪽 경계 근처에 있는 표본은 가장 큰 편입니다. 수컷은 보통 암컷보다 15%에서 20% 더 무겁습니다. 겨울이 시작될 때 너구리는 지방 저장 때문에 봄보다 두 배 더 무거울 수 있습니다. 기록된 가장 큰 야생 너구리의 몸무게는 28.4kg(63파운드)이고 총 길이는 140cm(55인치)로 procyonid에서 기록된 가장 큰 크기입니다.너구리의 가장 특징적인 신체적 특징은 눈 주위의 검은 털 영역으로, 주변의 흰 얼굴 색과 뚜렷이 대조됩니다. 이는 "반디스 마스크"를 연상시키기 때문에 장난기로 유명한 동물입니다. 약간 둥근 귀도 흰 털로 둘러싸여 있습니다. 너구리는 눈에 띄는 얼굴 색과 꼬리의 밝은 고리와 어두운 고리가 번갈아 보이기 때문에 다른 종의 얼굴 표정과 자세를 더 빨리 인식하는 것으로 추정됩니다. 어두운 마스크는 눈부심을 줄여 야간 시력을 향상시킬 수도 있습니다. 신체의 다른 부위에서는 수분을 배출하는 길고 뻣뻣한 가드 털이 일반적으로 회색과 갈색의 음영으로 색칠됩니다. 매우 어두운 털을 가진 너구리는 독일 인구에서 더 흔한데, 이는 이러한 색을 가진 개체들이 처음 야생에 방사된 개체들 중 하나였기 때문입니다.  털의 거의 90%를 차지하는 밀도가 높은 언더퍼는 추운 날씨에 대해 단열하며 2~3cm(0.79~1.18인치) 길이의 긴 털로 구성되어 있습니다.일반적으로 이동 방식이  plantigrade로 간주되는 너구리는 뒷다리로 서서 앞발로 물체를 관찰할 수 있습니다. 너구리는 몸이 컴팩트한 몸통에 비해 다리가 짧기 때문에 일반적으로 빠르게 뛰거나 먼 거리를 뛰어넘지 못합니다. 짧은 거리에서 최고 속도는 16~24km/h(9.9~14.9마일)입니다. 너구리는 평균 약 5km/h(3.1마일)의 속도로 헤엄칠 수 있으며 몇 시간 동안 물속에 머물 수 있습니다. 너구리는 이 정도 크기의 포유류로서는 이례적인 능력으로 나무 머리를 먼저 내려갈 때 뒷발을 회전시켜 뒤를 가리키고 있습니다. 너구리는 온도를 조절하는 이중 냉각 시스템을 가지고 있는데, 즉 땀을 흘리거나 헐떡이며 열을 발산할 수 있습니다.

## 감각
너구리에게 가장 중요한 감각은 촉각입니다. "과민감한" 앞발은 젖으면 유연해지는 얇은 뿔층으로 보호됩니다. 앞발의 다섯 자리는 그 사이에 웨빙이 없는데, 이는 육식동물에게는 드문 일입니다. 너구리의 대뇌 피질에서 감각 지각을 담당하는 영역의 거의 3분의 2가 촉각 자극의 해석에 특화되어 있으며, 이는 다른 어떤 연구 동물보다 더 많습니다. 너구리는 날카롭고 물러설 수 없는 발톱 위에 위치한 진동판으로 물체를 만지기 전에 물체를 식별할 수 있습니다. 너구리의 발에는 반대쪽 엄지손가락이 없기 때문에 영장류의 손이 민첩하지 않습니다. 너구리가 10°C(50°F) 이하의 물에 몇 시간 동안 서 있어도 촉각 지각에 부정적인 영향을 미치지 않습니다.너구리는 색맹이거나 적어도 색을 잘 구분하지 못하는 것으로 여겨지지만, 그들의 눈은 녹색 빛을 감지하는 데 잘 적응되어 있습니다. 11  dioptre의 수용 능력은 인간과 비슷하고 망막 뒤의  tapetum lucidum 때문에 황혼에는 잘 보이지만, 원거리 시력이 좋지 않기 때문에 시각 인식은 너구리보다 중요한 역할을 합니다. 어두운 곳에서의 방향 설정에 유용할 뿐만 아니라, 그들의 후각은 종내 의사소통에도 중요합니다. 선 분비물(보통 항문샘에서 나오는 분비물), 소변, 대변이 표시에 사용됩니다. 넓은 청각 범위를 가진 너구리는 최대 50-85 kHz의 소리뿐만 아니라 지하에서 지렁이가 내는 조용한 소음도 감지할 수 있습니다.

## 지능
동물학자  Clinton Hart Merriam은 너구리를 "지혜로운 짐승"이라고 묘사했으며, "어떤 방향에서는 그들의 교활함이 여우의 교활함을 능가한다"고 말했습니다. 이 동물의 지능은 "sly coon"이라는 별명을 얻었습니다. 너구리의 정신 능력을 규명하기 위한 연구는 거의 이루어지지 않았으며, 대부분은 동물의 촉각을 기반으로 하고 있습니다. 1908년 동물학자 H. B. Davis가 수행한 연구에서 너구리는 13개의 복잡한 자물쇠 중 11개를 10번의 시도만으로 열 수 있었으며, 자물쇠를 다시 배열하거나 거꾸로 뒤집었을 때도 그 동작을 반복하는 데 문제가 없었습니다. Davis는 그들이 자물쇠 메커니즘의 추상적인 원리를 이해하고 있으며 학습 속도가 rhesus macaques와 동등하다고 결론지었습니다.

## 사냥
혼자 살거나 작은 가족 집단으로 생활하며, 각자 텃세권이 있다. 밤에 사냥하고 낮에는 보금자리에서 지낸다. 먹이는 게·가재·개구리·물고기·도토리·새알·옥수수·과실·견과류·씨·작은 설치류 등으로 다양하다. 먹이를 먹기 전에 먹이를 물에 씻어 먹는 습성이 있다. 주로 높은 속이 빈 나무나 바위틈, 땅굴 속에서 겨울을 보낸다. 수영 실력이 뛰어나다.

## 먹이
보통 야행성이지만, 너구리는 이용 가능한 먹이를 얻기 위해 낮에 활동하기도 합니다. 너구리의 식단은 약 40%의 무척추동물, 33%의 식물성 물질, 27%의 척추동물로 구성되어 있습니다. 너구리의 식단은 다양한 먹이로 구성되어 있기 때문에 Zeveloff는 "세계에서 가장 잡식성이 높은 동물 중 하나일 수 있다"고 주장합니다. 봄과 초여름의 식단은 주로 곤충, 벌레 및 기타 동물로 구성되어 있지만, 도토리와 호두와 같은 과일과 견과류를 선호하며, 이는 늦여름과 가을에 나타나 겨울에 필요한 지방을 늘리는 데 풍부한 칼로리 공급원입니다.

## 번식
너구리는 보통 1월 말에서 3월 중순 사이에 일조량이 증가하여 짝짓기를 합니다. 그러나 태양 조건으로는 완전히 설명할 수 없는 큰 지역적 차이가 있습니다. 예를 들어 남부 주의 너구리는 일반적으로 평균보다 늦게 짝짓기를 하는 반면,  Manitoba의 짝짓기 시즌도 3월에 평소보다 늦게 절정에 달하여 6월까지 연장됩니다. 짝짓기 시즌 동안 수컷은 임신이 가능한 3~4일 동안 암컷을 구애하기 위해 안정적으로 서식지를 돌아다니기도 합니다. 이러한 만남은 종종 중앙 모임 장소에서 발생합니다. 전희를 포함한 교미는 한 시간 이상 지속될 수 있으며 여러 밤에 걸쳐 반복됩니다. 수컷 사회 집단의 약한 구성원들도 더 강한 암컷이 모든 암컷과 짝짓기를 할 수 없기 때문에 짝짓기 기회를 얻는 것으로 추정됩니다. 1990년부터 1992년까지 텍사스 남부에서 진행된 연구에 따르면, 짝짓기 시즌 동안 전체 암컷의 약 3분의 1이 수컷 한 마리 이상과 짝짓기를 했습니다. 암컷이 임신하지 않거나 일찍 키트를 잃어버리면 80~140일 후에 다시 비옥해지기도 합니다.

## 인관과의 관계

### 인간과의 갈등
너구리는 도시 지역에서 음식물 쓰레기를 먹는 것으로 악명이 높습니다. 너구리는 인상적인 문제 해결 능력을 가지고 있으며 가장 안전한 음식물 쓰레기통을 제외한 모든 쓰레기통에 침입할 수 있어 비웃음을 자아내는 별명이 되었습니다. 너구리 배설물(대부분의 야생 동물처럼)에는 기생충과 기타 질병 매개체가 포함되어 있기 때문에 인간과 가까운 곳에 너구리가 존재하는 것은 바람직하지 않을 수 있습니다. 너구리 회충은 공중 보건에 특히 중요한 문제입니다. 너구리는 감염된 너구리의 배설물에 존재하는 알을 실수로 섭취하거나 흡입하여 인간에게 감염될 수 있습니다. 일반적으로 숙주에게 무해하지만 인간에게 점진적인 신경학적 손상을 일으키며 치료하지 않으면 결국 치명적입니다. 성체 너구리의 약 60%에서 발견됩니다. 한 지역에 너구리가 일반적으로 존재하는 것은 일반적으로 우려할 만한 일이 아니지만, 구조물 내 또는 인근에서 발견되는 둥지나 배설물은 파괴해야 합니다. 회충 알은 매우 튼튼하고 표백제만으로는 충분하지 않으며, 뜨거운 수산화나트륨 용액으로 태우거나 처리해야 합니다. 너구리를 애완동물로 키우는 것은 이러한 위험으로 인해 일부 관할권에서 불법입니다.
농업 지역에서 재배되는 모든 과일과 작물 중에서 우유 단계의 스위트 옥수수는 너구리 사이에서 특히 인기가 높습니다. 2004년  Purdue University 연구진이 발표한 2년간의 연구에 따르면 너구리는 옥수수 식물 피해의 87%를 차지했습니다. 다른 포식자와 마찬가지로 먹이를 찾는 너구리도 닭, 오리, 알 또는 먹이를 먹기 위해 가금류 사육장에 침입할 수 있습니다.

### 인간과의 공존

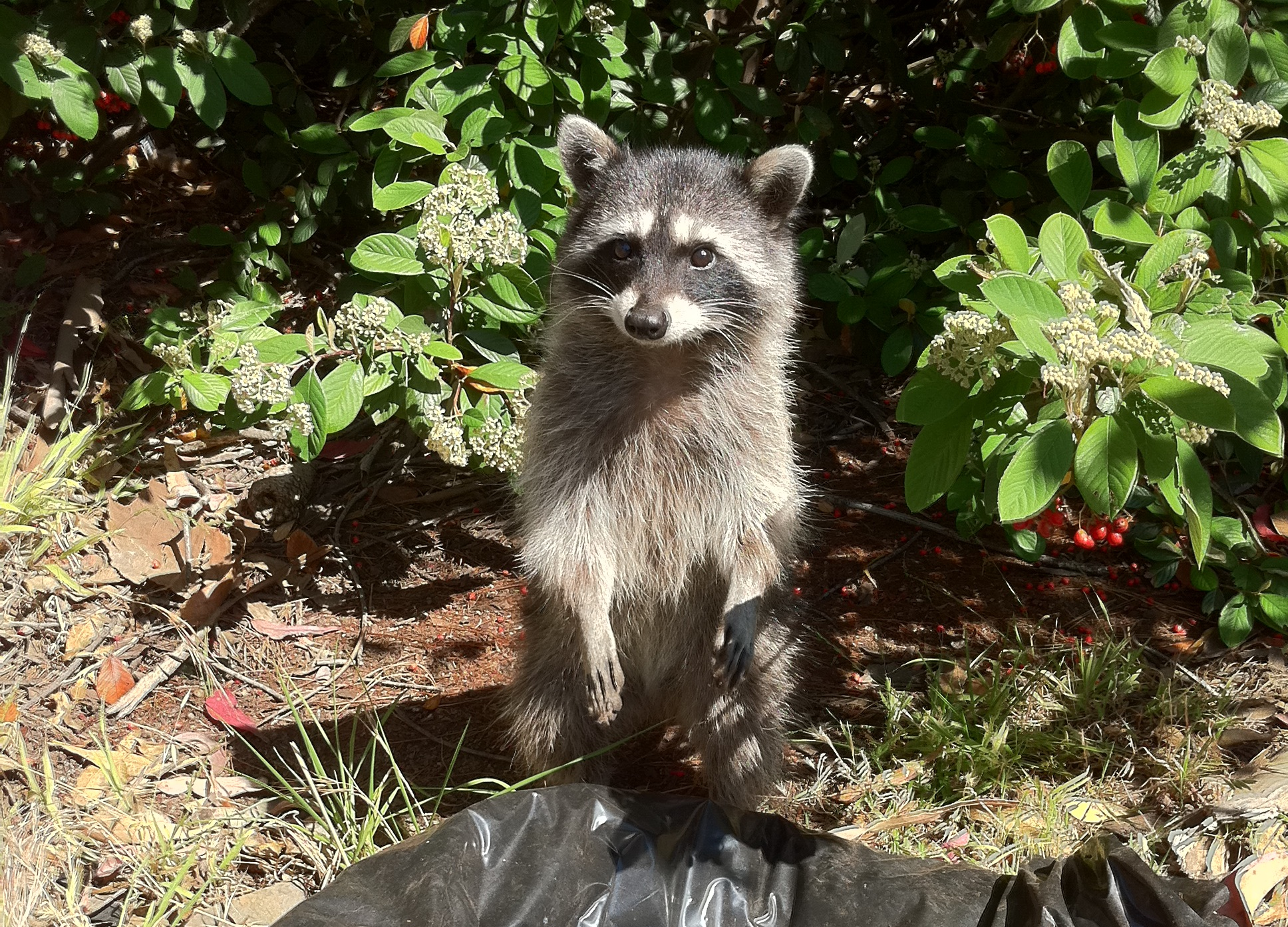
뒷발로 서서 인간이 먹이를 던져 주기를 기다리고 있다.

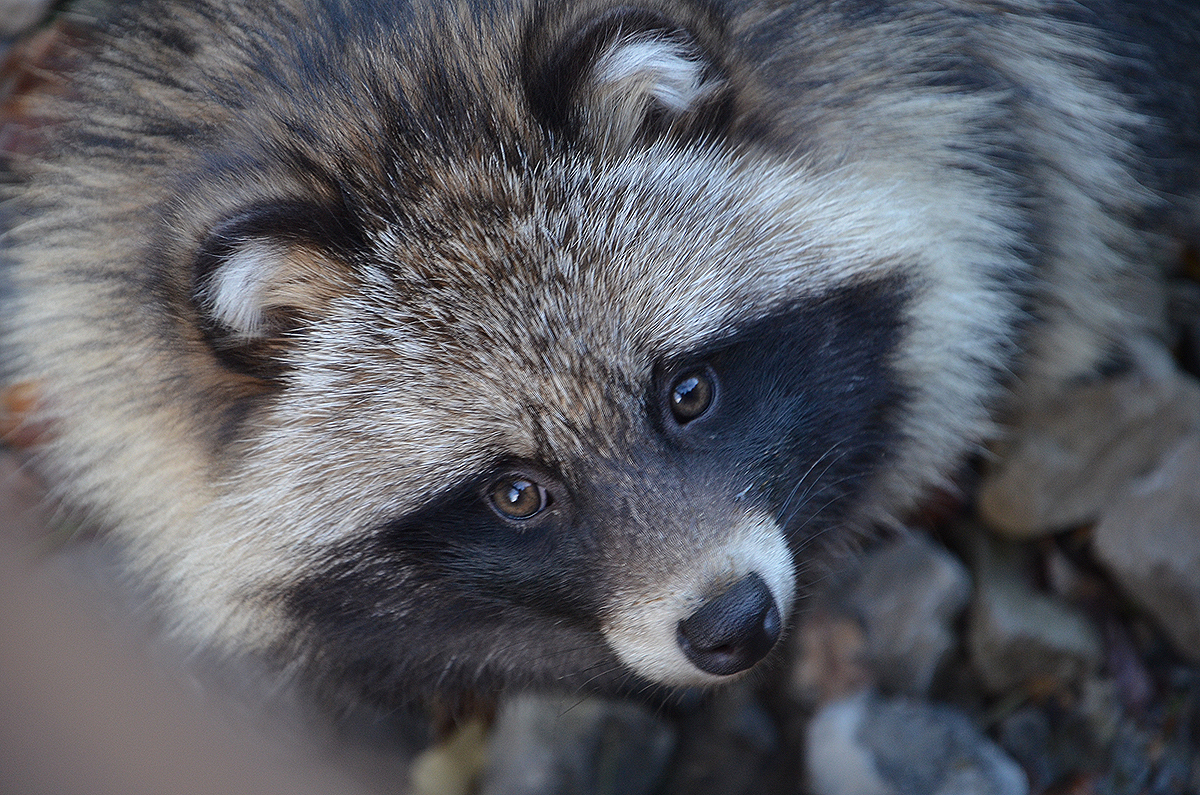

라쿤은 뛰어난 적응력을 바탕으로, 인간이 남기는 음식물쓰레기를 먹으면서 점차 주택가로 생활권을 넓혀가고 있다. 도시에 살면서 주택가 근처에 서식하는 라쿤의 개체수는 1991년 워싱턴 D.C.에서 15% 정도로 추산되었는데, 2003년에 이르러러서는 43%까지 늘어나는 추세이다.

## 계통 분류
다음은 라쿤과의 계통 분류이다.

|  | 북부올링고                                                            |
|  |                                                                       |
|  | \| \| 서부저지대올링고 \| \| \| \| \| \| 동부저지대올링고 \| \| \| \| |
|  |                                                                       |
|  | 서부저지대올링고                                                      |
|  |                                                                       |
|  | 동부저지대올링고                                                      |
|  |                                                                       |

|  | 서부저지대올링고 |
|  |                  |
|  | 동부저지대올링고 |
|  |                  |

|  | 북부올링고                                                            |
|  |                                                                       |
|  | \| \| 서부저지대올링고 \| \| \| \| \| \| 동부저지대올링고 \| \| \| \| |
|  |                                                                       |
|  | 서부저지대올링고                                                      |
|  |                                                                       |
|  | 동부저지대올링고                                                      |
|  |                                                                       |

|  | 서부저지대올링고 |
|  |                  |
|  | 동부저지대올링고 |
|  |                  |

|                | 흰코코아티                                                            |
|                |                                                                       |
| 마운틴코아티속 | \| \| 동부마운틴코아티 \| \| \| \| \| \| 서부마운틴코아티 \| \| \| \| |
|                | \| \| 동부마운틴코아티 \| \| \| \| \| \| 서부마운틴코아티 \| \| \| \| |
|                | 동부마운틴코아티                                                      |
|                |                                                                       |
|                | 서부마운틴코아티                                                      |
|                |                                                                       |

|  | 동부마운틴코아티 |
|  |                  |
|  | 서부마운틴코아티 |
|  |                  |

|                | 흰코코아티                                                            |
|                |                                                                       |
| 마운틴코아티속 | \| \| 동부마운틴코아티 \| \| \| \| \| \| 서부마운틴코아티 \| \| \| \| |
|                | \| \| 동부마운틴코아티 \| \| \| \| \| \| 서부마운틴코아티 \| \| \| \| |
|                | 동부마운틴코아티                                                      |
|                |                                                                       |
|                | 서부마운틴코아티                                                      |
|                |                                                                       |

|  | 동부마운틴코아티 |
|  |                  |
|  | 서부마운틴코아티 |
|  |                  |

|  | 북부올링고                                                            |
|  |                                                                       |
|  | \| \| 서부저지대올링고 \| \| \| \| \| \| 동부저지대올링고 \| \| \| \| |
|  |                                                                       |
|  | 서부저지대올링고                                                      |
|  |                                                                       |
|  | 동부저지대올링고                                                      |
|  |                                                                       |

|  | 서부저지대올링고 |
|  |                  |
|  | 동부저지대올링고 |
|  |                  |

|  | 북부올링고                                                            |
|  |                                                                       |
|  | \| \| 서부저지대올링고 \| \| \| \| \| \| 동부저지대올링고 \| \| \| \| |
|  |                                                                       |
|  | 서부저지대올링고                                                      |
|  |                                                                       |
|  | 동부저지대올링고                                                      |
|  |                                                                       |

|  | 서부저지대올링고 |
|  |                  |
|  | 동부저지대올링고 |
|  |                  |

|                | 흰코코아티                                                            |
|                |                                                                       |
| 마운틴코아티속 | \| \| 동부마운틴코아티 \| \| \| \| \| \| 서부마운틴코아티 \| \| \| \| |
|                | \| \| 동부마운틴코아티 \| \| \| \| \| \| 서부마운틴코아티 \| \| \| \| |
|                | 동부마운틴코아티                                                      |
|                |                                                                       |
|                | 서부마운틴코아티                                                      |
|                |                                                                       |

|  | 동부마운틴코아티 |
|  |                  |
|  | 서부마운틴코아티 |
|  |                  |

|                | 흰코코아티                                                            |
|                |                                                                       |
| 마운틴코아티속 | \| \| 동부마운틴코아티 \| \| \| \| \| \| 서부마운틴코아티 \| \| \| \| |
|                | \| \| 동부마운틴코아티 \| \| \| \| \| \| 서부마운틴코아티 \| \| \| \| |
|                | 동부마운틴코아티                                                      |
|                |                                                                       |
|                | 서부마운틴코아티                                                      |
|                |                                                                       |

|  | 동부마운틴코아티 |
|  |                  |
|  | 서부마운틴코아티 |
|  |                  |

|  | 라쿤       |
|  |            |
|  | 게잡이라쿤 |
|  |            |

|  | 카코미슬고양이 |
|  |                |
|  | 알락꼬리고양이 |
|  |                |

|  | 라쿤       |
|  |            |
|  | 게잡이라쿤 |
|  |            |

|  | 카코미슬고양이 |
|  |                |
|  | 알락꼬리고양이 |
|  |                |

|  | 북부올링고                                                            |
|  |                                                                       |
|  | \| \| 서부저지대올링고 \| \| \| \| \| \| 동부저지대올링고 \| \| \| \| |
|  |                                                                       |
|  | 서부저지대올링고                                                      |
|  |                                                                       |
|  | 동부저지대올링고                                                      |
|  |                                                                       |

|  | 서부저지대올링고 |
|  |                  |
|  | 동부저지대올링고 |
|  |                  |

|  | 북부올링고                                                            |
|  |                                                                       |
|  | \| \| 서부저지대올링고 \| \| \| \| \| \| 동부저지대올링고 \| \| \| \| |
|  |                                                                       |
|  | 서부저지대올링고                                                      |
|  |                                                                       |
|  | 동부저지대올링고                                                      |
|  |                                                                       |

|  | 서부저지대올링고 |
|  |                  |
|  | 동부저지대올링고 |
|  |                  |

|                | 흰코코아티                                                            |
|                |                                                                       |
| 마운틴코아티속 | \| \| 동부마운틴코아티 \| \| \| \| \| \| 서부마운틴코아티 \| \| \| \| |
|                | \| \| 동부마운틴코아티 \| \| \| \| \| \| 서부마운틴코아티 \| \| \| \| |
|                | 동부마운틴코아티                                                      |
|                |                                                                       |
|                | 서부마운틴코아티                                                      |
|                |                                                                       |

|  | 동부마운틴코아티 |
|  |                  |
|  | 서부마운틴코아티 |
|  |                  |

|                | 흰코코아티                                                            |
|                |                                                                       |
| 마운틴코아티속 | \| \| 동부마운틴코아티 \| \| \| \| \| \| 서부마운틴코아티 \| \| \| \| |
|                | \| \| 동부마운틴코아티 \| \| \| \| \| \| 서부마운틴코아티 \| \| \| \| |
|                | 동부마운틴코아티                                                      |
|                |                                                                       |
|                | 서부마운틴코아티                                                      |
|                |                                                                       |

|  | 동부마운틴코아티 |
|  |                  |
|  | 서부마운틴코아티 |
|  |                  |

|  | 북부올링고                                                            |
|  |                                                                       |
|  | \| \| 서부저지대올링고 \| \| \| \| \| \| 동부저지대올링고 \| \| \| \| |
|  |                                                                       |
|  | 서부저지대올링고                                                      |
|  |                                                                       |
|  | 동부저지대올링고                                                      |
|  |                                                                       |

|  | 서부저지대올링고 |
|  |                  |
|  | 동부저지대올링고 |
|  |                  |

|  | 북부올링고                                                            |
|  |                                                                       |
|  | \| \| 서부저지대올링고 \| \| \| \| \| \| 동부저지대올링고 \| \| \| \| |
|  |                                                                       |
|  | 서부저지대올링고                                                      |
|  |                                                                       |
|  | 동부저지대올링고                                                      |
|  |                                                                       |

|  | 서부저지대올링고 |
|  |                  |
|  | 동부저지대올링고 |
|  |                  |

|                | 흰코코아티                                                            |
|                |                                                                       |
| 마운틴코아티속 | \| \| 동부마운틴코아티 \| \| \| \| \| \| 서부마운틴코아티 \| \| \| \| |
|                | \| \| 동부마운틴코아티 \| \| \| \| \| \| 서부마운틴코아티 \| \| \| \| |
|                | 동부마운틴코아티                                                      |
|                |                                                                       |
|                | 서부마운틴코아티                                                      |
|                |                                                                       |

|  | 동부마운틴코아티 |
|  |                  |
|  | 서부마운틴코아티 |
|  |                  |

|                | 흰코코아티                                                            |
|                |                                                                       |
| 마운틴코아티속 | \| \| 동부마운틴코아티 \| \| \| \| \| \| 서부마운틴코아티 \| \| \| \| |
|                | \| \| 동부마운틴코아티 \| \| \| \| \| \| 서부마운틴코아티 \| \| \| \| |
|                | 동부마운틴코아티                                                      |
|                |                                                                       |
|                | 서부마운틴코아티                                                      |
|                |                                                                       |

|  | 동부마운틴코아티 |
|  |                  |
|  | 서부마운틴코아티 |
|  |                  |

|  | 라쿤       |
|  |            |
|  | 게잡이라쿤 |
|  |            |

|  | 카코미슬고양이 |
|  |                |
|  | 알락꼬리고양이 |
|  |                |

|  | 라쿤       |
|  |            |
|  | 게잡이라쿤 |
|  |            |

|  | 카코미슬고양이 |
|  |                |
|  | 알락꼬리고양이 |
|  |                |

|  | 북부올링고                                                            |
|  |                                                                       |
|  | \| \| 서부저지대올링고 \| \| \| \| \| \| 동부저지대올링고 \| \| \| \| |
|  |                                                                       |
|  | 서부저지대올링고                                                      |
|  |                                                                       |
|  | 동부저지대올링고                                                      |
|  |                                                                       |

|  | 서부저지대올링고 |
|  |                  |
|  | 동부저지대올링고 |
|  |                  |

|  | 북부올링고                                                            |
|  |                                                                       |
|  | \| \| 서부저지대올링고 \| \| \| \| \| \| 동부저지대올링고 \| \| \| \| |
|  |                                                                       |
|  | 서부저지대올링고                                                      |
|  |                                                                       |
|  | 동부저지대올링고                                                      |
|  |                                                                       |

|  | 서부저지대올링고 |
|  |                  |
|  | 동부저지대올링고 |
|  |                  |

|                | 흰코코아티                                                            |
|                |                                                                       |
| 마운틴코아티속 | \| \| 동부마운틴코아티 \| \| \| \| \| \| 서부마운틴코아티 \| \| \| \| |
|                | \| \| 동부마운틴코아티 \| \| \| \| \| \| 서부마운틴코아티 \| \| \| \| |
|                | 동부마운틴코아티                                                      |
|                |                                                                       |
|                | 서부마운틴코아티                                                      |
|                |                                                                       |

|  | 동부마운틴코아티 |
|  |                  |
|  | 서부마운틴코아티 |
|  |                  |

|                | 흰코코아티                                                            |
|                |                                                                       |
| 마운틴코아티속 | \| \| 동부마운틴코아티 \| \| \| \| \| \| 서부마운틴코아티 \| \| \| \| |
|                | \| \| 동부마운틴코아티 \| \| \| \| \| \| 서부마운틴코아티 \| \| \| \| |
|                | 동부마운틴코아티                                                      |
|                |                                                                       |
|                | 서부마운틴코아티                                                      |
|                |                                                                       |

|  | 동부마운틴코아티 |
|  |                  |
|  | 서부마운틴코아티 |
|  |                  |

|  | 북부올링고                                                            |
|  |                                                                       |
|  | \| \| 서부저지대올링고 \| \| \| \| \| \| 동부저지대올링고 \| \| \| \| |
|  |                                                                       |
|  | 서부저지대올링고                                                      |
|  |                                                                       |
|  | 동부저지대올링고                                                      |
|  |                                                                       |

|  | 서부저지대올링고 |
|  |                  |
|  | 동부저지대올링고 |
|  |                  |

|  | 북부올링고                                                            |
|  |                                                                       |
|  | \| \| 서부저지대올링고 \| \| \| \| \| \| 동부저지대올링고 \| \| \| \| |
|  |                                                                       |
|  | 서부저지대올링고                                                      |
|  |                                                                       |
|  | 동부저지대올링고                                                      |
|  |                                                                       |

|  | 서부저지대올링고 |
|  |                  |
|  | 동부저지대올링고 |
|  |                  |

|                | 흰코코아티                                                            |
|                |                                                                       |
| 마운틴코아티속 | \| \| 동부마운틴코아티 \| \| \| \| \| \| 서부마운틴코아티 \| \| \| \| |
|                | \| \| 동부마운틴코아티 \| \| \| \| \| \| 서부마운틴코아티 \| \| \| \| |
|                | 동부마운틴코아티                                                      |
|                |                                                                       |
|                | 서부마운틴코아티                                                      |
|                |                                                                       |

|  | 동부마운틴코아티 |
|  |                  |
|  | 서부마운틴코아티 |
|  |                  |

|                | 흰코코아티                                                            |
|                |                                                                       |
| 마운틴코아티속 | \| \| 동부마운틴코아티 \| \| \| \| \| \| 서부마운틴코아티 \| \| \| \| |
|                | \| \| 동부마운틴코아티 \| \| \| \| \| \| 서부마운틴코아티 \| \| \| \| |
|                | 동부마운틴코아티                                                      |
|                |                                                                       |
|                | 서부마운틴코아티                                                      |
|                |                                                                       |

|  | 동부마운틴코아티 |
|  |                  |
|  | 서부마운틴코아티 |
|  |                  |

|  | 라쿤       |
|  |            |
|  | 게잡이라쿤 |
|  |            |

|  | 카코미슬고양이 |
|  |                |
|  | 알락꼬리고양이 |
|  |                |

|  | 라쿤       |
|  |            |
|  | 게잡이라쿤 |
|  |            |

|  | 카코미슬고양이 |
|  |                |
|  | 알락꼬리고양이 |
|  |                |

|  | 북부올링고                                                            |
|  |                                                                       |
|  | \| \| 서부저지대올링고 \| \| \| \| \| \| 동부저지대올링고 \| \| \| \| |
|  |                                                                       |
|  | 서부저지대올링고                                                      |
|  |                                                                       |
|  | 동부저지대올링고                                                      |
|  |                                                                       |

|  | 서부저지대올링고 |
|  |                  |
|  | 동부저지대올링고 |
|  |                  |

|  | 북부올링고                                                            |
|  |                                                                       |
|  | \| \| 서부저지대올링고 \| \| \| \| \| \| 동부저지대올링고 \| \| \| \| |
|  |                                                                       |
|  | 서부저지대올링고                                                      |
|  |                                                                       |
|  | 동부저지대올링고                                                      |
|  |                                                                       |

|  | 서부저지대올링고 |
|  |                  |
|  | 동부저지대올링고 |
|  |                  |

|                | 흰코코아티                                                            |
|                |                                                                       |
| 마운틴코아티속 | \| \| 동부마운틴코아티 \| \| \| \| \| \| 서부마운틴코아티 \| \| \| \| |
|                | \| \| 동부마운틴코아티 \| \| \| \| \| \| 서부마운틴코아티 \| \| \| \| |
|                | 동부마운틴코아티                                                      |
|                |                                                                       |
|                | 서부마운틴코아티                                                      |
|                |                                                                       |

|  | 동부마운틴코아티 |
|  |                  |
|  | 서부마운틴코아티 |
|  |                  |

|                | 흰코코아티                                                            |
|                |                                                                       |
| 마운틴코아티속 | \| \| 동부마운틴코아티 \| \| \| \| \| \| 서부마운틴코아티 \| \| \| \| |
|                | \| \| 동부마운틴코아티 \| \| \| \| \| \| 서부마운틴코아티 \| \| \| \| |
|                | 동부마운틴코아티                                                      |
|                |                                                                       |
|                | 서부마운틴코아티                                                      |
|                |                                                                       |

|  | 동부마운틴코아티 |
|  |                  |
|  | 서부마운틴코아티 |
|  |                  |

|  | 북부올링고                                                            |
|  |                                                                       |
|  | \| \| 서부저지대올링고 \| \| \| \| \| \| 동부저지대올링고 \| \| \| \| |
|  |                                                                       |
|  | 서부저지대올링고                                                      |
|  |                                                                       |
|  | 동부저지대올링고                                                      |
|  |                                                                       |

|  | 서부저지대올링고 |
|  |                  |
|  | 동부저지대올링고 |
|  |                  |

|  | 북부올링고                                                            |
|  |                                                                       |
|  | \| \| 서부저지대올링고 \| \| \| \| \| \| 동부저지대올링고 \| \| \| \| |
|  |                                                                       |
|  | 서부저지대올링고                                                      |
|  |                                                                       |
|  | 동부저지대올링고                                                      |
|  |                                                                       |

|  | 서부저지대올링고 |
|  |                  |
|  | 동부저지대올링고 |
|  |                  |

|                | 흰코코아티                                                            |
|                |                                                                       |
| 마운틴코아티속 | \| \| 동부마운틴코아티 \| \| \| \| \| \| 서부마운틴코아티 \| \| \| \| |
|                | \| \| 동부마운틴코아티 \| \| \| \| \| \| 서부마운틴코아티 \| \| \| \| |
|                | 동부마운틴코아티                                                      |
|                |                                                                       |
|                | 서부마운틴코아티                                                      |
|                |                                                                       |

|  | 동부마운틴코아티 |
|  |                  |
|  | 서부마운틴코아티 |
|  |                  |

|                | 흰코코아티                                                            |
|                |                                                                       |
| 마운틴코아티속 | \| \| 동부마운틴코아티 \| \| \| \| \| \| 서부마운틴코아티 \| \| \| \| |
|                | \| \| 동부마운틴코아티 \| \| \| \| \| \| 서부마운틴코아티 \| \| \| \| |
|                | 동부마운틴코아티                                                      |
|                |                                                                       |
|                | 서부마운틴코아티                                                      |
|                |                                                                       |

|  | 동부마운틴코아티 |
|  |                  |
|  | 서부마운틴코아티 |
|  |                  |

|  | 라쿤       |
|  |            |
|  | 게잡이라쿤 |
|  |            |

|  | 카코미슬고양이 |
|  |                |
|  | 알락꼬리고양이 |
|  |                |

|  | 라쿤       |
|  |            |
|  | 게잡이라쿤 |
|  |            |

|  | 카코미슬고양이 |
|  |                |
|  | 알락꼬리고양이 |
|  |                |

## 같이 보기
- 코즈멜라쿤
- 게잡이라쿤

## 참고 문헌
- 이 문서에는 다음커뮤니케이션(현 카카오)에서 GFDL 또는 CC-SA 라이선스로 배포한 글로벌 세계대백과사전의 내용을 기초로 작성된 글이 포함되어 있습니다.